# Kūshk Darreh (ort i Khuzestan)
Kūshk Darreh (persiska: Kūsh Tareh, کوش تره, کوشک دره) är en ort i Iran.   Den ligger i provinsen Khuzestan, i den centrala delen av landet, 500 km söder om huvudstaden Teheran. Kūshk Darreh ligger 869 meter över havet och antalet invånare är 229.
Terrängen runt Kūshk Darreh är kuperad åt sydväst, men åt nordost är den bergig.Runt Kūshk Darreh är det ganska tätbefolkat, med 58 invånare per kvadratkilometer. Närmaste större samhälle är Bāgh-e Malek, 17,8 km nordväst om Kūshk Darreh. Omgivningarna runt Kūshk Darreh är i huvudsak ett öppet busklandskap.